# جایزه مدیسی
جایزه مدیسی (به فرانسوی: Prix Médicis) جایزه ادبی فرانسوی است که نوامبر هر سال اهدا می‌شود؛ و در سال ۱۹۵۸ بنیان نهاده شده‌است. از سال ۱۹۷۰ به آثار ادبی ترجمه شده نیز اهدا می‌شود.
از مشهورترین نویسندگان فرانسوی برنده این جایزه کلود موریس، کلود سیمون و آندره مکین می‌توان اشاره کرد.
از مهمترین برندگان خارجی نیز به میلان کوندرا، دوریس لسینگ، خولیو کورتاسار، آلخو کارپانتیه، اومبرتو اکو، جوزف هلر، الزا مورانته، آنتونیو تابوکی، پل استر، فیلیپ راث و اورهان پاموک می‌توان اشاره کرد.
| سال  | نام برنده         | نام اثر | یادداشت |
| ---- | ----------------- | ------- | ------- |
| ۱۹۸۰ | ژان-لوک بنوزیگلیو |         |         |
| ۱۹۸۳ | ژان اشنوز         |         |         |
| ۱۹۸۶ | پیر کومبسکو       |         |         |
| ۱۹۸۷ | پیر مرتن          |         |         |
| ۱۹۸۹ | سرژ دوبروسکی      |         |         |
| ۱۹۹۲ | میشل ریو          |         |         |
| ۱۹۹۵ | واسیلیس الکساکیس  |         |         |
| ۱۹۹۶ | ژان رولن          |         |         |
| ۱۹۹۹ | کریستین اوسته     |         |         |
| ۲۰۰۵ | ژان-فیلیپ توسن    |         |         |
| ۲۰۰۹ | دنی لافریر        |         |         |
| ۲۰۱۰ | میلیس دو کرانگال  |         |         |
| ۲۰۱۴ | آنتوان ولودین     |         |         |

## مقاله
| سال  | نام برنده  | نام اثر | یادداشت |
| ---- | ---------- | ------- | ------- |
|      | میشل انفره |         |         |
| ۲۰۱۱ | سیلون تسون |         |         |